# ATC-kod L02: Endokrin terapi
ATC-kod L02: Endokrin terapi är en del av klassificeringssystemet ATC (Anatomical Therapeutic Chemical Classification System) för läkemedel och vissa andra medicinska produkter. ATC utvecklas av WHO och består av alfanumeriska koder indelade i grupper utifrån anatomi, medicinsk funktion och läkemedelstyp på 5 olika kodnivåer. Denna sida utgör innehållet i en specifik grupp på nivå 2.

## L02A Hormoner

### L02AA Östrogener
L02AA01 Dietylstilbestrol
L02AA02 Polyöstradiolfosfat
L02AA03 Etinylöstradiol
L02AA04 Fosfestrol

### L02AB Gestagener
L02AB01 Megestrol
L02AB02 Medroxiprogesteron
L02AB03 Gestonoron

### L02AE Gonadotropinfrisättande hormonanaloger
L02AE01 Buserelin
L02AE02 Leuprorelin
L02AE03 Goserelin
L02AE04 Triptorelin

### L02AX Övriga hormoner
Inga undergrupper.

## L02B Antihormoner

### L02BA Antiöstrogener
L02BA01 Tamoxifen
L02BA02 Toremifen
L02BA03 Fulvestrant

### L02BB Antiandrogener
L02BB01 Flutamid
L02BB02 Nilutamid
L02BB03 Bikalutamid

### L02BG Enzymhämmare
L02BG01 Aminoglutetimid
L02BG02 Formestan
L02BG03 Anastrozol
L02BG04 Letrozol
L02BG05 Vorozol
L02BG06 Exemestan

### L02BX Övriga antihormoner
L02BX01 Abarelix

### Engelska
- WHO Collaborating Centre for Drug Statistics Methodology - ATC Index
- WHO Collaborating Centre for Drug Statistics Methodology - ATCvet Index

### Svenska
- SIL online
- FASS.se - ATC
- FASS.se - Veterinär-ATC
- Sök läkemedelsfakta - Läkemedelsverket
- Socialstyrelsen : Klassifikationer
- Nationellt produktregister för läkemedel - NPL